# Henry Bartle Frere
Henry Bartle Edward Frere (Clydach, 29 marzo 1815 – Wimbledon, 29 maggio 1884) è stato un politico britannico, che ebbe una brillante carriera come amministratore in India, ricoprendo l'incarico di governatore di Bombay (1862-1867). Nominato Alto Commissario per l'Africa meridionale (1877-1880), attuò una serie di politiche che tentarono di imporre una Confederazione britannica nella regione e che portarono al rovesciamento del primo governo eletto del Capo nel 1878 e a una serie di guerre regionali, culminate nell'invasione del Regno Zulu (1879) e nella prima guerra boera (1880-1881). Il primo ministro britannico, William Ewart Gladstone lo richiamò a Londra per affrontare le accuse di cattiva condotta; Whitehall censurò ufficialmente il suo operato per aver agito in modo sconsiderato. Fu membro del Consiglio privato della Corona.

## Biografia

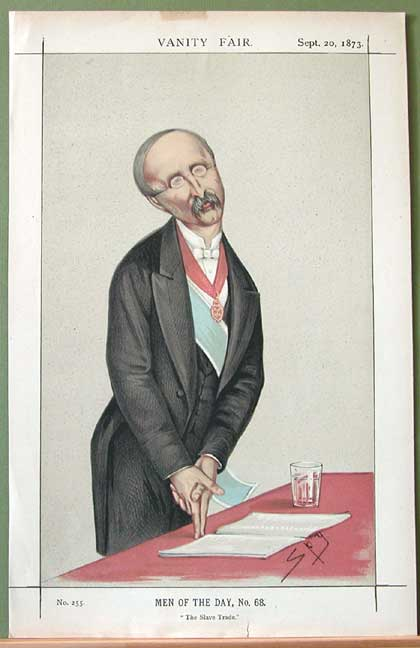
Henry Bartle Frere, di 'Spy' in Vanity Fair, 1873

Nacque a Clydach House, a Clydach, nel Monmouthshire, il 29 marzo 1815, figlio di Edward Frere, direttore della Clydach Ironworks e Mary Ann Green. Frequentò con successo l'East India Company College di Hailey, nell'Hertfordshire, e al termine del ciclo di studi nel 1834 fu nominato scrittore nel servizio civile di Bombay. Andò in India attraverso l'Egitto, attraversando il Mar Rosso su una barca aperta da Kosseir a Mokha, e navigando da lì a Bombay in un sambuco arabo.
Dopo aver superato l'esame delle lingue native, fu nominato assistente collezionista a Poona nel 1835, e nel 1842 fu scelto come segretario privato di Sir George Arthur, governatore di Bombay, di cui sposò la figlia, Catherine, il 10 ottobre 1844. In quello stesso anno era divenuto residente politico presso la corte del Raja Shahji di Satara; alla morte del rajah, avvenuta nel 1848, amministrò la provincia sia prima che dopo la sua annessione formale alla corona britannica avvenuta nel 1849.

### Commissario nel Sindh

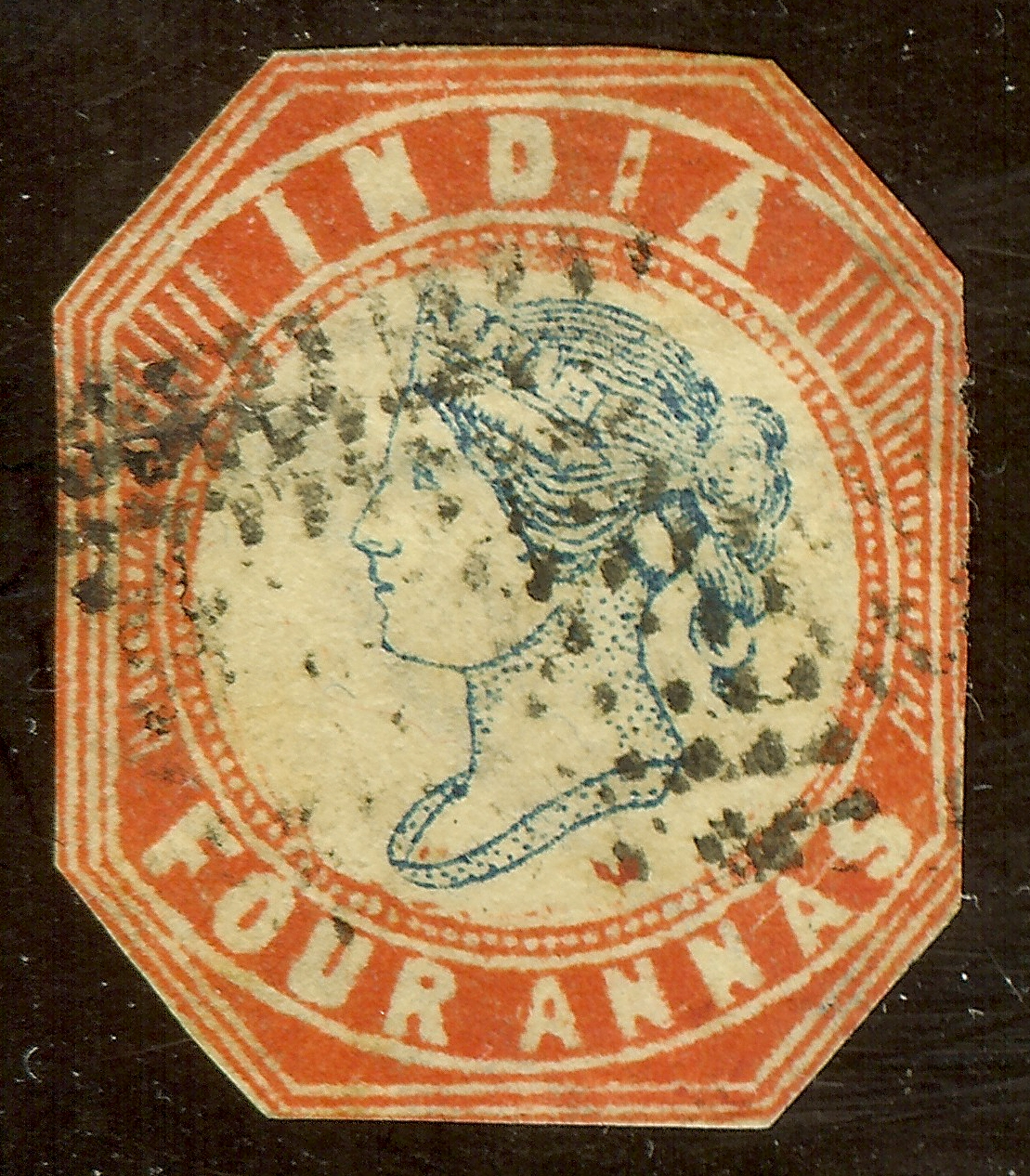
Francobollo da quattro Annas con l'effige della regina Vittoria.

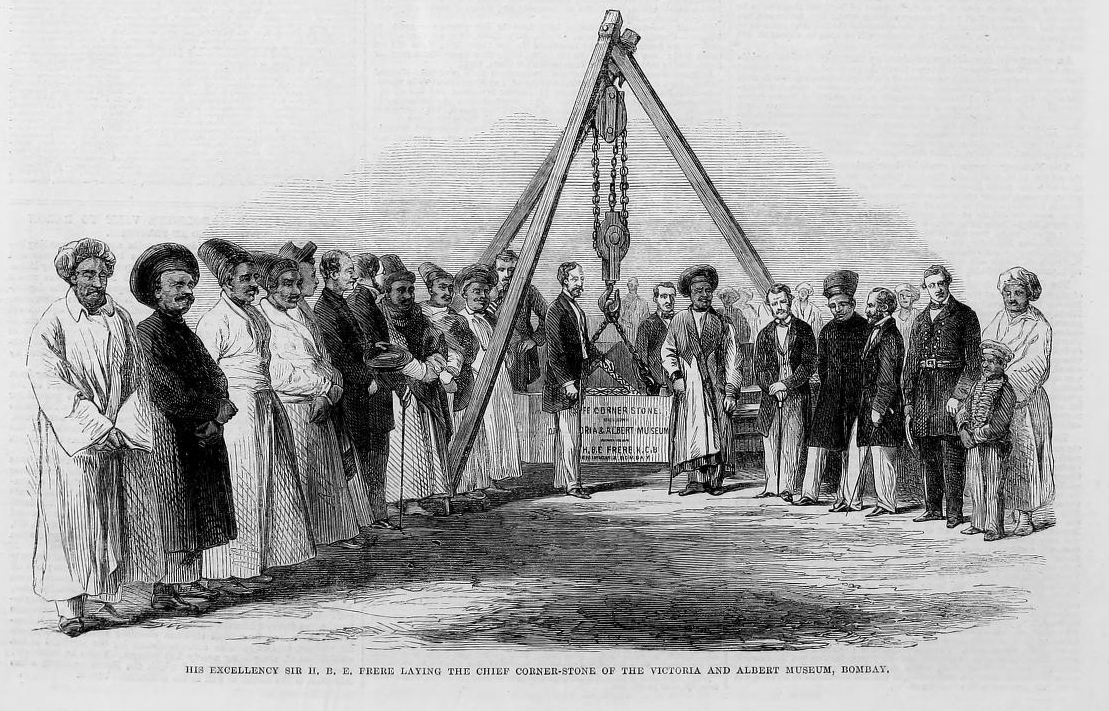
Sir Henry Bartle Frere posa la prima pietra del Victoria and Albert Museum di Bombay.

Nel 1850 fu nominato commissario capo della provincia del Sindh, di cui, nel 1851, riformò il sistema postale del distretto di Scinde sul modello del servizio postale britannico, per fornire un servizio migliore con le tariffe postali "basse e uniformi" di Rowland Hill. Questo sistema divenne successivamente la base del sistema postale indiano, progettato espressamente per fornire un servizio pubblico. Inoltre mandò in pensione gli emiri, migliorò il porto di Karachi, fece costruire edifici municipali, un museo e caserme, istituì fiere, moltiplicò le strade, i canali e le scuole. Nel 1857 inviò distaccamenti di truppe regolari europee a Multan e a Sir John Lawrence nel Punjab al fine di garantire la sicurezza di quei luoghi durante l'Indian Mutiny, mantenendo l'ordine con solo 157 soldati. Questi preziosi servigi furono pienamente riconosciuti, poiché ricevette il ringraziamento di entrambi i rami del Parlamento e fu nominato Cavaliere Commendatore dell'Ordine del Bagno (KCB).
Come capo commissario di Sindh, nel 1851, emise un decreto che rendeva obbligatorio l'uso della lingua Sindhi al posto del persiano allora in uso. Ai pubblici ufficiali fu ordinato di imparare obbligatoriamente il sindhi al fine di consentire di svolgere il loro lavoro quotidiano in modo efficiente. Fu istituito un comitato (1853) sotto l'Ast. Commissario e capo del dipartimento dell'istruzione, composto da un uguale numero di membri indù e musulmani, che all'unanimità decisero l'uso della scrittura persiano-araba sindhi con lievi modifiche. Egli non solo diede una codifica al linguaggio sindhi, ma pubblicò anche diversi libri in quella lingua, ed incoraggiò l'alfabetizzazione al fine di dare impulso agli scrittori Sindhi.
Nel 1859 divenne membro del Consiglio dei Vicerè, e nel 1862 fu nominato Governatore di Bombay, dove continuò la sua politica di miglioramento della città, istituendo il Deccan College di Pune e un altro per istruire gli indiani sull'ingegneria civile. Nel 1865 fece realizzare una strada lunga cinque miglia nel Cantone di Kirkee, che prese poi il suo nome. La sua decisione di abbattere i bastioni del vecchio Forte George permise alla città di espandersi, e la realizzazione della Flora Fountain fu commissionata in suo onore. Durante il suo governatorato sua figlia, Mary Frere, realizzò l'Old Deccan Days (1868), il primo libro sul folklore indiano in lingua inglese.
La prosperità, dovuta alla guerra civile americana, rese possibili questi sviluppi ma portò con sé una mania speculativa, che portò infine al disastroso fallimento della Bombay Bank (1866), vicenda nella quale, trascurando di esercitare i mezzi di controllo che possedeva, incorse in una severa censura e non del tutto immeritata.
Il 6 maggio 1867 fu sostituito dal Sir William Robert Seymour Vesey-Fitzgerald e ritornò in Inghilterra dove fu insignito del titolo di Cavaliere Gran Commendatore dell'Ordine della Stella d'India (GCSI) e ottenne lauree honoris causa dalle università di Oxford e Cambridge. Fu anche nominato membro del Consiglio dell'India.

### In Africa
Nel 1872 il Foreign Office lo mandò a Zanzibar per negoziare un trattato con il sultano Barghash bin Said, per la repressione del traffico degli schiavi. Nel 1875, accompagnò il Principe di Galles in Egitto e in India, con un tale successo che Lord Beaconsfield gli chiese di scegliere tra l'essere fatto baronetto o insignito del titolo di Cavaliere di Gran Croce dell'Ordine del Bagno. Egli scelse il primo, ma la regina Vittoria gli concesse entrambi gli onori.

### Alto commissario per l'Africa australe

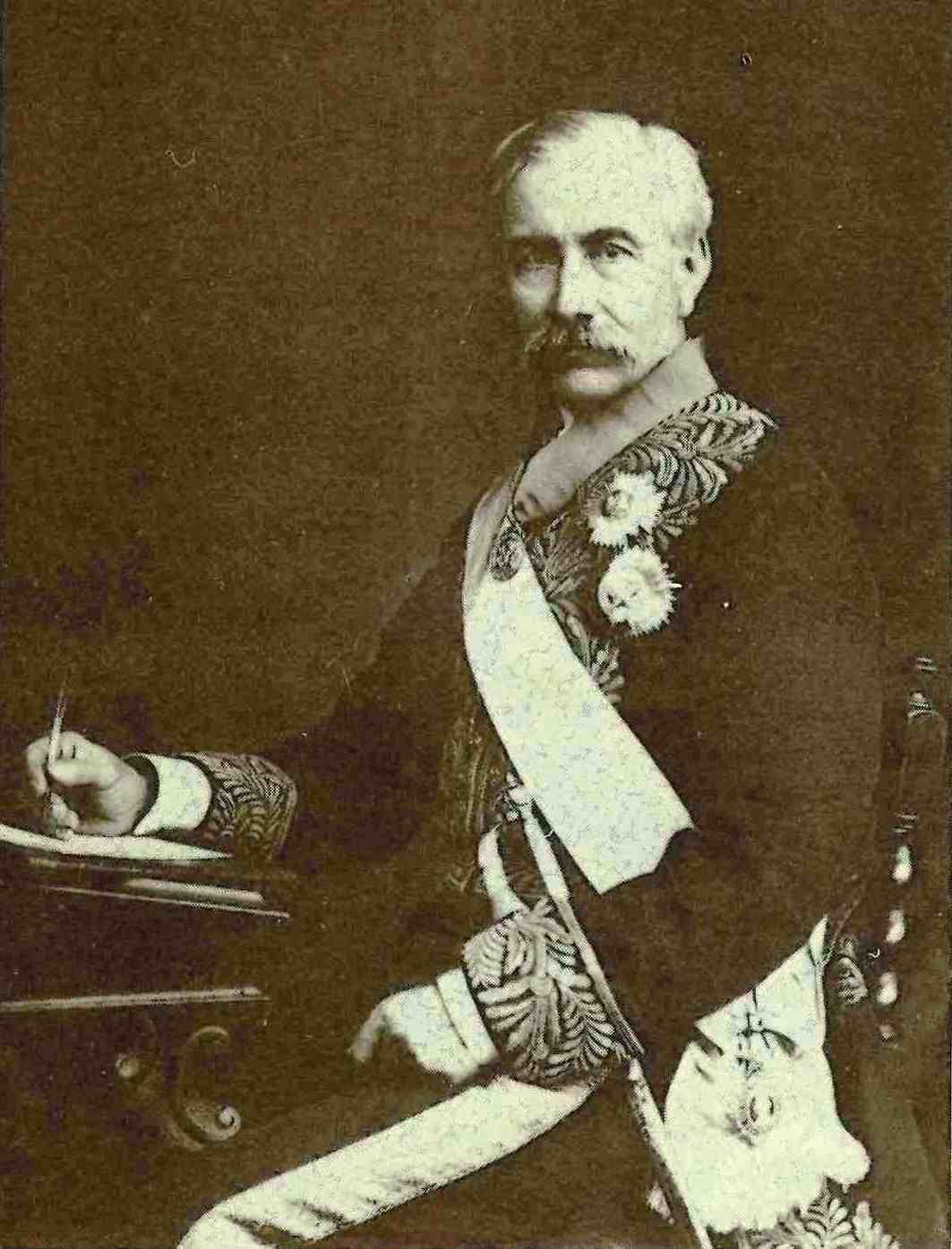
Sir Henry Bartle Frere Alto Commissario per il Sudafrica.

Nel 1875 il Segretario di stato per le colonia Lord Carnarvon aveva avviato un ambizioso piano per creare una Confederazione di stati unendo la Colonia del Capo con le Repubbliche Boere in un unico Dominion sotto la Corona britannica. Tuttavia, un precedente piano elaborato dall'allora governatore della Colonia del Capo Sir George Grey per creare una federazione di tutte le varie colonie in Sudafrica, sul modello del Canada, era stato respinto dalle autorità nel 1858, in quanto non attuabile.
Nel 1877 Lord Carnarvon lo nominò nuovo Alto commissario per il Sudafrica in sostituzione di Sir Henry Barkly, ed egli accettò l'incarico con un salario doppio rispetto a quello del suo predecessore.
Il suo arrivo a Citta del Capo, il 31 marzo 1877, fu inizialmente bene accolto dal locale governo (Molteno-Merriman) della Colonia del Capo, che era di gran lunga lo stato più grande e più potente della regione. Inizialmente egli sperava di poter dar vita pacificamente alla prevista Confederazione, nel giro di due anni, ma il Primo ministro della Colonia del Capo, John Molteno, gli fece capire che creare la prevista Confederazione avrebbe creato tensioni tra i diretti stati interessati, ed essa non rispondeva in pieno alle esigenze dell'Africa meridionale.
Accantonato il progetto di crearla pacificamente egli, appoggiato da Gordon Sprigg, diede il via ad una aggressiva politica di annessione, usando anche i militari per appoggiarla in pieno. Il Transvaal, sull'orlo della bancarotta, fu annesso nel 1877, e nel settembre dello stesso anno, dopo lo scoppio di piccola una guerra tra le tribù Fengu e Gcaleka, sfruttò l'occasione. Mentre il governo della Colonia del Capo considerava tale disputa come una questione di polizia coloniale, egli si recò alla frontiera con lo stato indipendente del Gcalekaland dichiarandogli guerra. Ne conseguì lo scoppio della nona guerra di frontiera. Nel mese di febbraio del 1878 aveva fatto appello, ricevendo dall'ufficio coloniale britannico l'autorità per rovesciare il governo della Colonia del Capo legittimamente eletto, ed egli chiese a John Gordon Sprigg di formare un ministero fantoccio. Questa mossa, senza precedenti, risolse tutti gli suoi ostacoli costituzionali presso la Colonia del Capo, ma è stata offuscata dallo scoppio di una serie di crescenti conflitti militari in tutta l'Africa meridionale, e dalle dimissioni di Lord Carnarvon all'inizio del 1878.
Il 4 marzo 1878 Lord Thesinger aveva sostituito il generale Arthur Cunynghame alla guida dell'esercito della colonia, e in poco tempo il Transkei Xhosa furono sottomesso al governo inglese da una piccola forza di truppe regolari e coloniali.

### La guerra anglo zulu

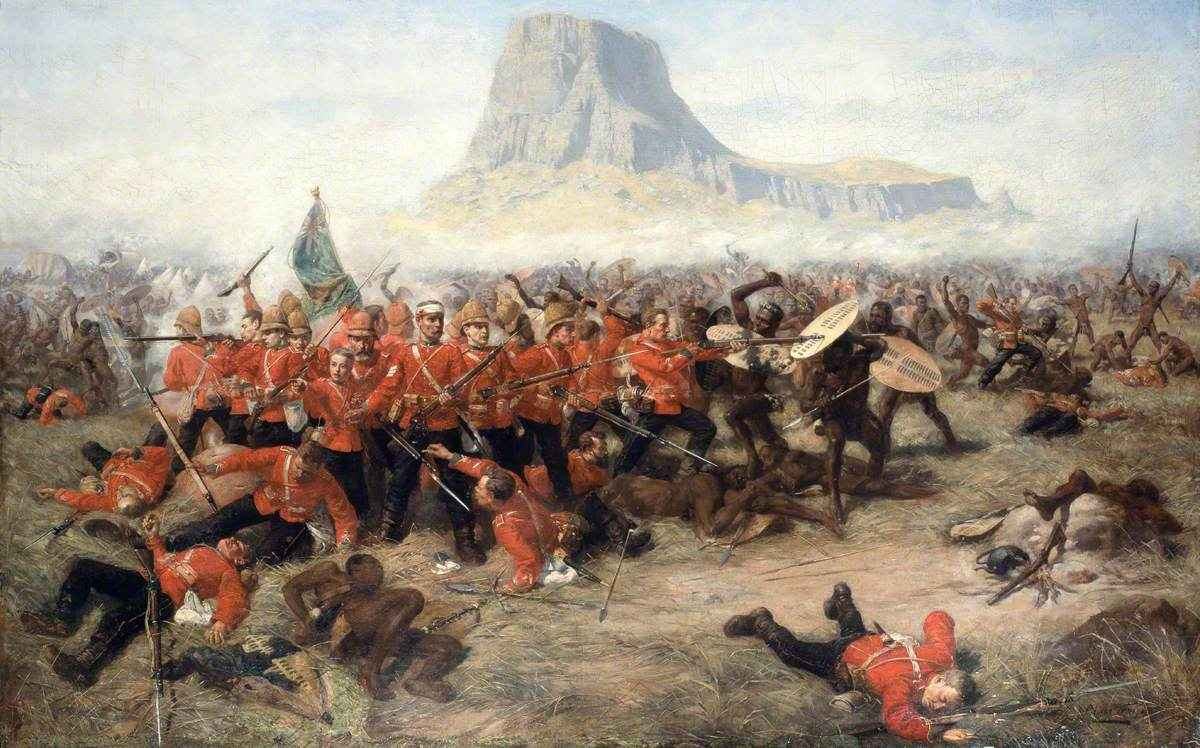
La battaglia di Isandlwana in un iconico quadro, guerra anglo-zulu

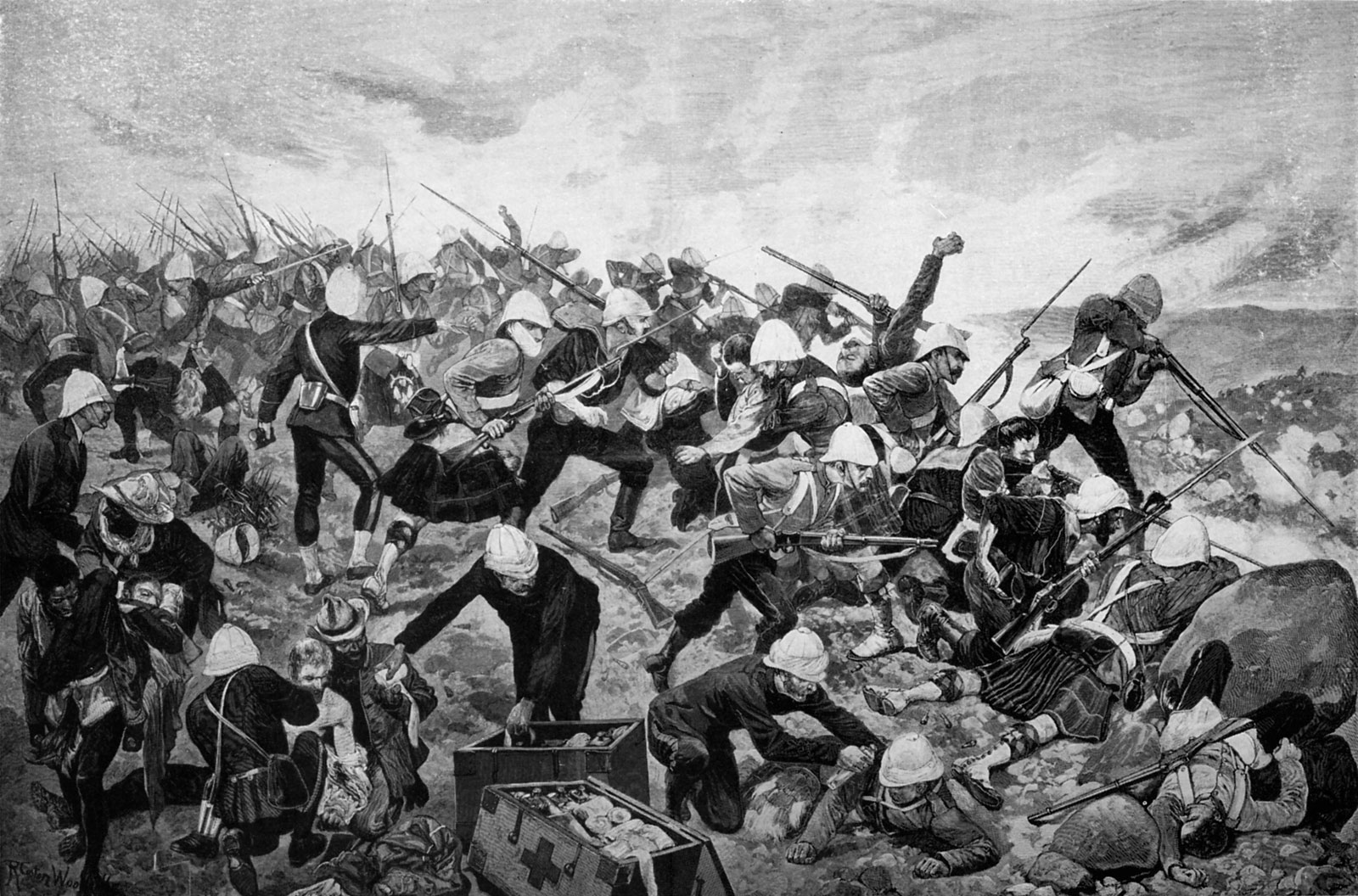
La Battaglia di of Majuba Hill, Prima guerra anglo-boera.

Il Regno Zulu, fortemente militarizzato sotto il re Cetshwayo, rimase indipendente dal controllo britannico, ma egli impressionò il Colonial Office esprimendo la sua opinione che, se la confederazione avesse avuto successo, le forze armate di Cetshwayo dovevano essere eliminate e lo Zululand definitivamente annesso. Mentre Lord Carnarvon era segretario coloniale a Londra, il punto di vista fu da lui supportato ma il suo sostituto, Sir Michael Hicks-Beach, desiderava fortemente evitare qualsiasi guerra nell'Africa meridionale. Usò quindi il ritardo del servizio postale tra Londra e Città del Capo, per programmare le sue lettere in modo da eludere l'opposizione dell'ufficio coloniale alla guerra. L'11 dicembre 1878 consegnò agli inviati di re Cetshwayo un durissimo ultimatum, con cui si chiedeva di ottemperare entro 30 giorni alla smobilitazione dell'armata zulù, la cessione di alcuni territori contesi, e l'avviò di riforme per sanare ciò che il governo di sua Maestà definiva “barbariche usanze”. Un rifiuto avrebbe comportato l'inizio della guerra. Cetshwayo, pur ribadendo che lui non avrebbe mai oltrepassato il confine tra il suo regno e i possedimenti britannici con il suo esercito, rifiutò di ottemperare all'ultimatum, e l'11 gennaio l'esercito britannico si concentrò a Fort Pearson per iniziare l'invasione attraversando il fiume Tugela. Quattordici giorni dopo avvenne il disastro di Isandlwana, e ciò fu sufficiente per la Camera dei Comuni per chiedere il suo richiamo in Patria, ma Lord Beaconsfield sostenne la sua posizione, e con uno strano compromesso lo censurò pur chiedendogli di restare. Egli aveva gravemente sottovalutato la potenza militare degli Zulu, che aveva definito "un gruppo di selvaggi armati di bastoni", così come Lord Chelmsford la capacità e la velocità di manovra dell'armata nemica.
A causa della guerra con gli Xhosa e poi con gli Zulù non fu in grado di prestare la sua totale attenzione allo stato delle cose nel Transvaal fino all'aprile 1879, quando riuscì finalmente a visitare un campo di circa 4.000 boeri disillusi dall'annessione vicino a Pretoria. Sebbene le condizioni di vita del campo fossero pietose, egli riuscì ad ottenere il rispetto dei boeri promettendo di presentare le loro lamentele al governo britannico e di sollecitare l'adempimento delle promesse a loro fatte. Alla fine i boeri si dispersero, proprio il giorno in cui ricevette il telegramma che annunciava la sua censura da parte del governo. Al suo ritorno a Città del Capo fu informato della morte, avvenuta il 1º giugno 1879, del principe Napoleone Eugenio Luigi Bonaparte nello Zululand, e poi dalla notizia che il governo del il governo del Transvaal e del Natal, insieme all'incarico di Alto Commissario della parte orientale del Sudafrica, era stato trasferito da lui a Sir Garnet Wolseley. Nonostante la positiva conclusione della campagna militare di Lord Chelmsford contro gli zulu, culminata il 1 luglio 1879 con la vittoria di Ulundi e la successiva cattura di Cetswayo, il 16 dicembre 1880 il malcontento dei boeri sfociò in una guerra aperta. Quattro giorni dopo 250 boeri intercettarono ed attaccarono il 94º Reggimento britannico diretto a Pretoria dando vita alla azione di Bronkhorstspruit, nel corso della quale oltre 150 soldati inglesi morirono ed il resto (circa altri 120 uomini) fu fatto prigioniero. L'esigua spedizione militare comandata dal maggior generale George Pomeroy Colley, per ripristinare l'ordine nel Transvaal andò incontro alle sconfitte di Laing's Nek (28 gennaio 1881), Schuinshoogte (8 febbraio), e infine Majuba Hill (27 febbraio). Dopo l'esito infausto di Majuba Hill il governo coloniale britannico chiese, ed ottenne, un armistizio il 6 marzo, che divenne trattato di pace il 23 marzo 1881, mettendo fine alla prima guerra boera e alla successiva proclamazione della Repubblica del Transvaal. Questo determinava la fine definitiva dello schema confederale di Carnarvon.

### Lo scoppio della guerra delle armi nel Basutoland

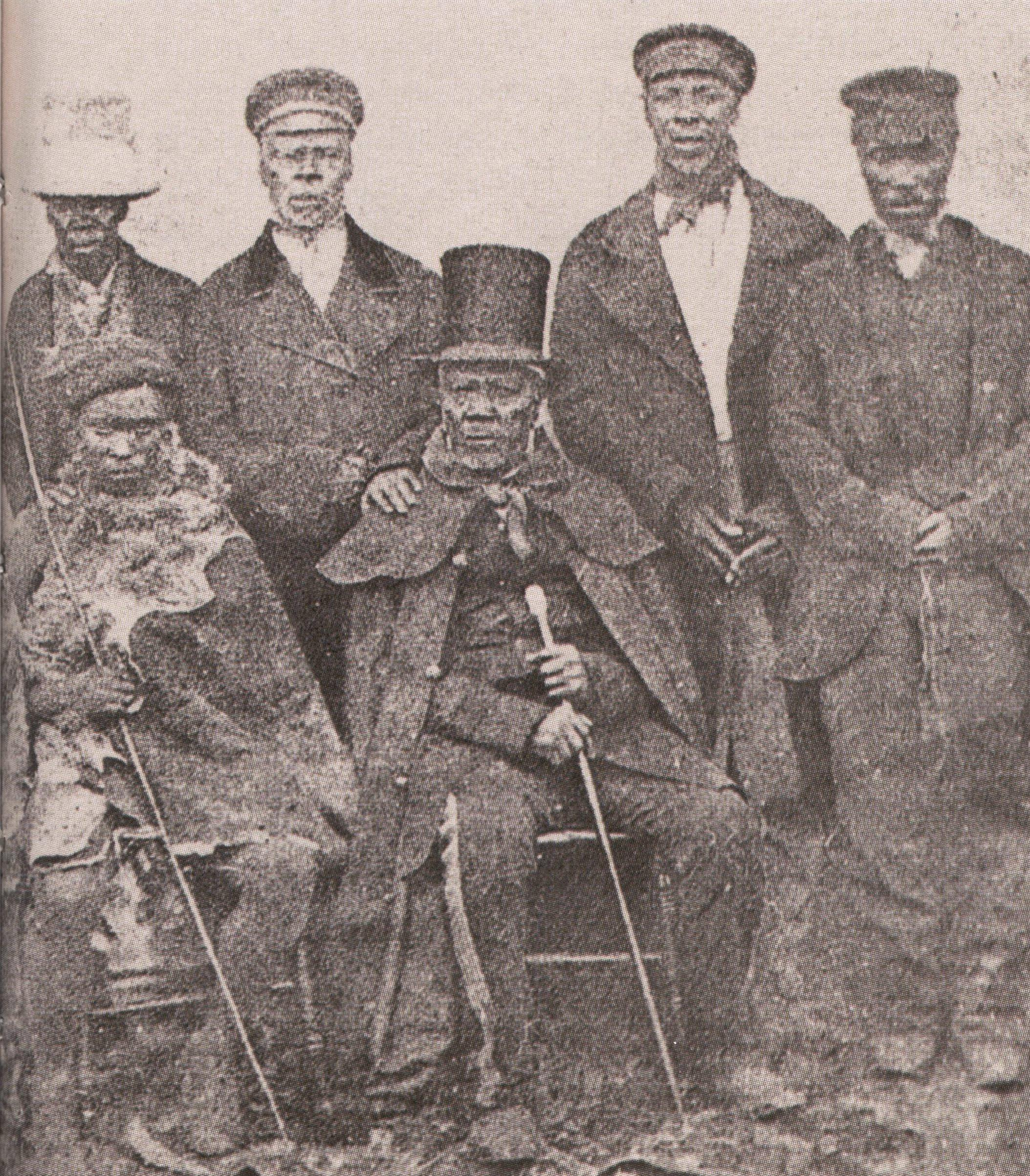
Il re dei Basotho Moshoeshoe I e i suoi ministri.

Il Basutoland, casa del popolo Basotho, eraq sotto il controllo nominale della Colonia del Capo dal 1872. Il governo del Capo aveva permesso ai dirigenti Basotho di mantenere gran parte della loro tradizionale autorità e indipendenza, ed in quanto alleati e partner commerciali della Colonia del Capo, i Basotho erano anche ben equipaggiati con armi da fuoco.
Egli promosse il "The Peace Protection Act" (1879), durante le guerre Xhosa, e decretò che tutti quelli di origine africana dovevano essere disarmati. Al rifiuto di disarmarsi seguì la Guerra dei Basotho (1880), quando i Basotho si ribellarono a quella che vedevano come una imposizione razzista e prepotente. Il tentativo impopolare del premier John Gordon Sprigg di imporre questo disarmo del Basotho fu aggravato nel consentire ai coloni bianchi di insediarsi nella loro terra.
La guerra che ne risultò portò ad alcune sconfitte britanniche come quella di Qalabani, e terminò nel 1881 con una situazione di stallo e un trattato che favorì i Basotho. La ribellione è una delle ragioni principali per cui il Lesotho è ora un paese indipendente e non fa parte del Sudafrica. Nello stesso momento in cui scoppiò la guerra delle armi di Basuto, i disordini divamparono ancora una volta tra gli Xhosa del Transkei.

### Il richiamo in Gran Bretagna
Nel 1880 venne richiamato a Londra per affrontare le accuse di cattiva condotta. Quando il ministero di Gladstone entrò in carica per la prima volta nella primavera del 1880, Lord Kimberley inizialmente non aveva intenzione di richiamarlo. A giugno, tuttavia, una sezione del partito liberale chiese a Gladstone di rimuoverlo, e il primo ministro acconsentì il 1 agosto 1880, sostituendolo con Sir Garnet Wolseley. 
Il disastro di Isandlwana fu aggravato dalle umilianti sconfitte della prima guerra boera. 
Al suo ritorno a Londra incontrò a Balmoral la Regina Vittoria il 10 ottobre 1880, e quindi rispose alle accuse relative alla sua condotta nei confronti dell'Afghanistan e del Sudafrica, precedentemente citate nei discorsi di Gladstone nel Midlothian, e stava preparando una dura risposta quando morì a Wimbledon, nel Surrey, il 29 maggio 1884. Tre volte presidente della Royal Asiatic Society fu sepolto nella cattedrale di San Paolo a Londra.

### Memoriali

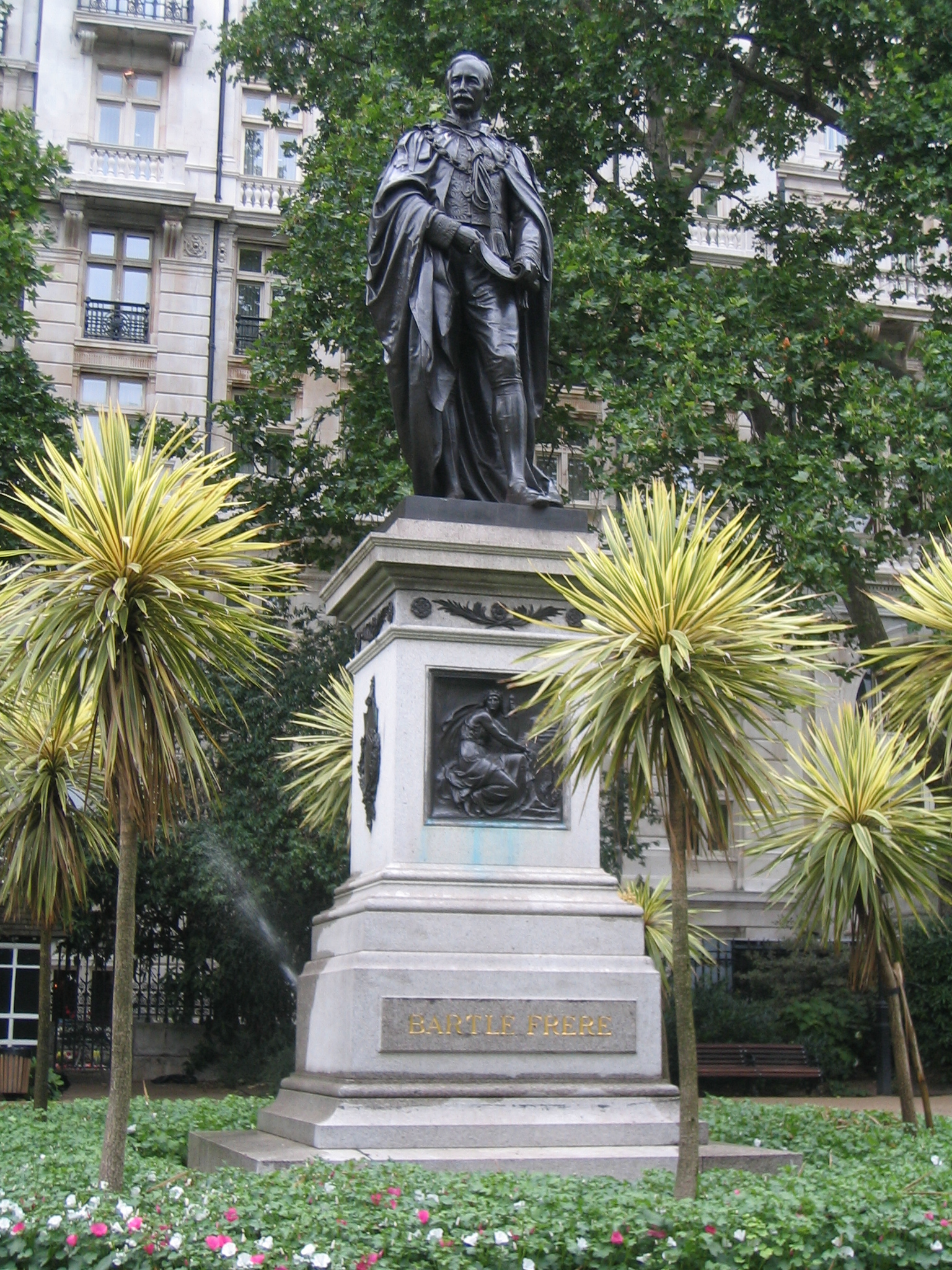
Statua di Henry Bartle Frere sul Thames Embankment.

Fu fondatore, nel 1877, e primo presidente della Royal Society of South Africa. La Frere Hall di Karachi è stata costruita in suo onore. La città gli ha anche intitolato a lui una via, una strada e una torre. La Frere House della Karachi Grammar School prende il nome da lui. Nel 1888, il Principe di Galles inaugurò una statua di Frere sull'argine del Tamigi. Il monte Bartle Frere (1622 m), la montagna più alta del Queensland, in Australia, prende il nome da lui, così come una pensione presso l'Haileybury and Imperial Service College. A lui è stata intitolata anche una strada a Parktown, Johannesburg (in Frere Road vi era anche la casa di Nadine Gordimer, l'autrice vincitrice del premio Nobel). A Durban, due strade lo onorano: Frere Road che poi si trasforma in Bartle Road. Da lui prende il nome anche Freretown, un quartiere della città keniota di Mombasa. Anche il monte Frere (ora noto come KwaBhaca) nell'Eastern Cape prese il suo nome nel XIX secolo.
Il botanico Nicol Alexander Dalzell (1864) chiamò una specie vegetale Frerea in onore di Henry Bartle Frere.

### Nella cultura popolare
Il personaggio di Henry Bartle Frere è stato interpretato da John Mills nel film del 1979 Zulu Dawn, diretto da Douglas Hickox. Il film ritrae Frere in maniera fortemente negativa.